# Cochem
Cochem é uma cidade da Alemanha localizada no distrito (Kreis ou Landkreis) de Cochem-Zell, no estado da Renânia-Palatinado. É membro e sede da associação municipal (Verbandsgemeinde) de Cochem. Está situada às margens do rio Mosela.

## Património
- Castelo (Reichburg)
- Teleférico para subir e contemplar a panorâmica do rio, os vinhedos e os barcos que iniciam ali cruzeiros fluviais a partir de Coblenza

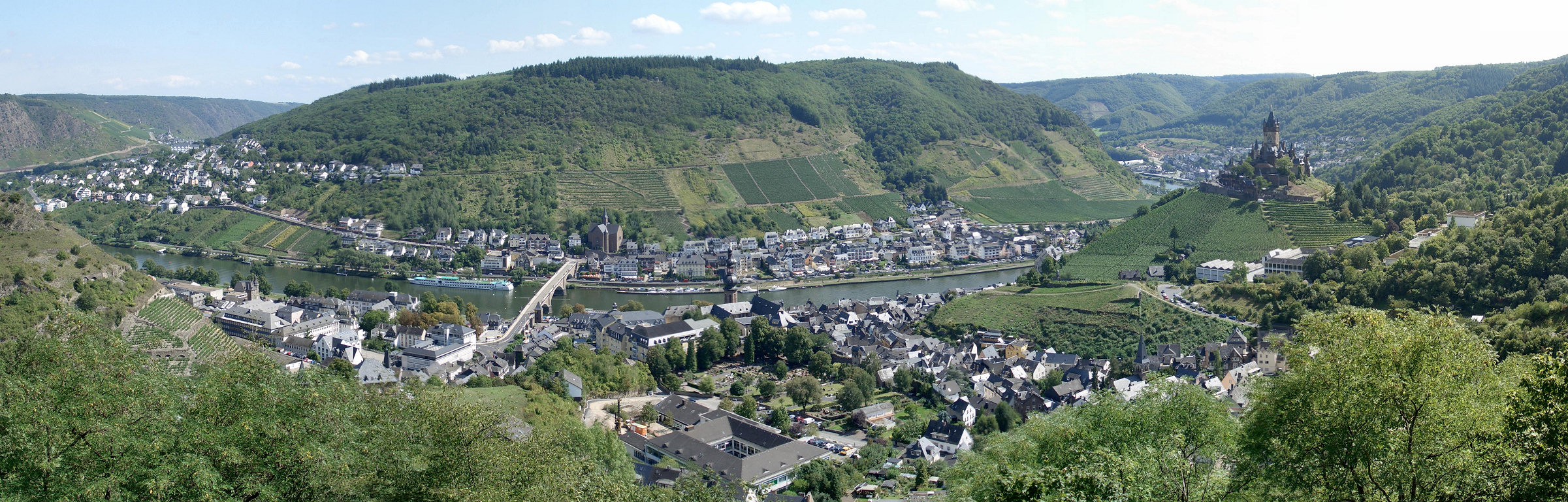
Panorama de Cochem com o rio Mosela e o castelo (Reichsburg Cochem) a direita